# Cras au Sauvage
Cras au Sauvage är en kulle i Schweiz. Den ligger i distriktet Franches-Montagnes och kantonen Jura, i den västra delen av landet, 40 km nordväst om huvudstaden Bern. Toppen på Cras au Sauvage är 1 071 meter över havet.